# Frische Luft
Frische Luft ist ein Deutschpop-Song von Wincent Weiss, Jens Schneider, Sascha Wernicke und Julian Schwitzler, der in der Interpretation des deutschen Sängers Wincent Weiss bekannt wurde. Der Titel wurde am 11. August 2017 unter dem Label Vertigo Berlin als dritte Single aus seinem ersten Album Irgendwas gegen die Stille veröffentlicht.

## Hintergrund
Der Song handelt von dem Wunsch nach Veränderung nach dem Ende einer Beziehung.
Der Text wurde von Weiss, Sascha Wernicke, Julian Schwitzler und Jens Schneider geschrieben; die Melodie stammt von Schneider, der Frische Luft auch produzierte. Alle vier Songwriter trugen auch Hintergrundgesang bei. Alle Instrumente, bis auf das Schlagzeug, welches von Tilman Reutz gespielt wurde, wurden auch von Schneider gespielt, unter anderem alle Gitarren. Gemastert wurde das Lied von Peter Seifert.
Zur Veröffentlichung als Single wurde eine leicht bearbeitete Version des Songs eingespielt. Diese Version ist im Gegensatz zur Album-Version zwei Sekunden kürzer und hat einen anderen Anfang als das Original. Enthalten ist zudem ein Remix von Boogieman & Pyke.

## Musikvideo
Das Musikvideo zu Frische Luft wurde von Felix Angermaier gefilmt und von Felix Urbauer geschnitten, die Aufnahmen mit der Drohne übernahm Skynamic. In dem Clip ist ausschließlich Weiss zu sehen, wie er durch einen Weinberg und über Felder rennt oder auf einer Waldlichtung steht. Daneben entstanden größere Teile der Aufnahmen am 21. Juli 2017 auf dem Baumwipfelpfad Steigerwald in Ebrach mit dem dortigen Aussichtsturm als Hauptmotiv.
Die Veröffentlichung des Musikvideos erfolgte am 11. August 2017 auf dem YouTube-Kanal von Digster Pop.

## Mitwirkende
- Wincent Weiss – Text, Gesang, Hintergrundgesang
- Sascha Wernicke – Text, Hintergrundgesang
- Julian Schwitzler – Text, Hintergrundgesang
- Jens Schneider – Text, Melodie, Produzent, E-Gitarre, Akustikgitarre, Bass, Synths, Programming, Hintergrundgesang
- Tilman Ruetz – Schlagzeug
- Kai Blankenberg – Mastering
- Peter „Jem“ Seifert – Mixing[4]

## Auszeichnungen für Musikverkäufe
Mit über 200.000 verkauften Singles wurde das Lied 2020 in Deutschland mit einer goldenen Schallplatte ausgezeichnet.

| Land/Region        | Auszeichnungen für Musikverkäufe (Land/Region, Auszeichnung, Verkäufe) | Verkäufe |
| ------------------ | ---------------------------------------------------------------------- | -------- |
| Deutschland (BVMI) | Gold                                                                   | 200.000  |
| Insgesamt          | 1× Gold ·                                                              | 200.000  |